# Коллинз, Мо
Мори́н Энн «Мо» Ко́ллинз (англ. Maureen Ann «Mo» Collins; 7 июля 1965, Миннеаполис, Миннесота, США) — американская актриса

, сценаристка и комедиантка.

## Карьера
Коллинз наиболее известна как член ансамбля комедийного сериала телеканала FOX «Безумное телевидение». Во время её пребывания в шоу она стала известна исполнением многих персонажей. Она была актрисой шоу с 4-го сезона (1998) до 9-го сезона (2004); она появилась лишь в четырнадцати эпизодах девятого сезона из-за контрактных причин. Вернулась в шоу в 10-м сезоне на один эпизод и ещё раз появилась в 300-м эпизоде, исполняя своего известного персонажа Лоррейн Суонсон.
Её самой известной ролью, после ухода из скетч-шоу, стала ведущая утреннего ток-шоу Джоан Калламеццо в телесериале «Парки и зоны отдыха».

## Личная жизнь
В 1992—2009 годы Мо была замужем за музыкантом Джими Энглендом. У бывших супругов есть сын — Каллен Джеймс Энгленд (род. 11.05.1995). С 22 июня 2013 года Коллинз замужем во второй раз за актёром Алексом Скаби.
Коллинз находится в ремиссии от редкой формы рака, известной как гастроинтестинальная стромальная опухоль. Диагноз был ей поставлен весной 2011 года, после того, как она заметила странный комок в животе.

## Избранная фильмография
| Год       |    | Русское название                        | Оригинальное название              | Роль |
| --------- | -- | --------------------------------------- | ---------------------------------- | --- |
| 1996      | ф  | Подарок на Рождество                    | Jingle All the Way                 | Мать на телефоне |
| 2000      | мс | Как говорит Джинджер                    | As Told by Ginger                  | Медсестра |
| 2000—2010 | мс | Гриффины                                | Family Guy                         | Мама в супермаркете / Женщина № 1 в книжном клубе / Мисс Хобсон / Ким Кэттролл                                                       |
| 2001      | с  | Журнал мод                              | Just Shoot Me!                     | Робин |
| 2001      | с  | Элли Макбил                             | Ally McBeal                        | Бортпроводница |
| 2001—2003 | мс | Захватчик Зим                           | Invader Zim                        | РобоМама / Зита / Компьютер Диб / Продюсер / Актёр Газ / Библиотекарь / Голос на ТВ № 2 / Человек в толпе / Клиент-инопланетянин № 3 |
| 2003      | с  | Клава, давай!                           | Less than Perfect                  | Тони Сейнт-Джордж |
| 2004      | с  | Подруги                                 | Girlfriends                        | Нейса Джонсон |
| 2004      | мс | Волшебные покровители                   | The Fairly OddParents              | Ма Спивак |
| 2004      | с  | Клиент всегда мёртв                     | Six Feet Under                     | Нэнси Фреймайр |
| 2004—2005 | с  | Замедленное развитие                    | Arrested Development               | Старла |
| 2005      | ф  | Сорокалетний девственник                | The 40-Year-Old Virgin             | Джина |
| 2005      | с  | Джоуи                                   | Joey                               | Миссис Лафферти |
| 2005      | с  | Седьмое небо                            | 7th Heaven                         | Эллен |
| 2005—2008 | мс | Царь горы                               | King of the Hill                   | Секретарь / Женщина с собакой / Карли / Фелисия / Миссис Кларк / Элла / Мелинда                                                      |
| 2007      | ф  | Немножко беременна                      | Knocked Up                         | врач |
| 2007      | с  | Блудливая Калифорния                    | Californication                    | Виктория |
| 2008      | с  | Мёртвые до востребования                | Pushing Daisies                    | Сестра Лару |
| 2008      | с  | Как сказал Джим                         | According to Jim                   | Эмили |
| 2009      | с  | Американская семейка                    | Modern Family                      | Дениз |
| 2009—2015 | с  | Парки и зоны отдыха                     | Parks and Recreation               | Джоан Калламеццо |
| 2010—2011 | с  | Мужчины среднего возраста               | Men of a Certain Age               | Лора |
| 2011      | с  | Пригород                                | Suburgatory                        | Триш Шэй |
| 2011      | с  | Чак                                     | Chuck                              | Полковник Кэролайн Хайм |
| 2012      | мс | Жизнь и приключения Тима                | The Life & Times of Tim            | Офицер полиции |
| 2012      | мс | Финес и Ферб                            | Phineas and Ferb                   | Дополнительные голоса |
| 2012      | ки | Dishonored                              | Dishonored                         | Аристократ |
| 2015      | мф | Безграничный Бэтмен: Животные инстинкты | Batman Unlimited: Animal Instincts | Dispatch / Уважаемая женщина |
| 2015      | с  | Трудности ассимиляции                   | Fresh Off the Boat                 | Криста |
| 2016      | ф  | Дедушка лёгкого поведения               | Dirty Grandpa                      | Офицер Финч |
| 2017      | с  | Трудоголики                             | Workaholics                        | Бьянка Торо |
| 2017      | с  | По-собачьи                              | Downward Dog                       | Ким |
| 2017      | с  | Призраки                                | Ghosted                            | Моника Йейтс |